# شحنة محكمة الإغلاق (فلم)
شحنة محكمة الإغلاق (بالإسبانية: Carga Sellada) هو فيلم دراما بوليفي صدر عام 2015 من بطولة جوستافو سانشيز بارا وإخراج جوليا فارجاس ويس. تم اختيار الفيلم كمدخل لبوليفيا لجائزة أفضل فيلم بلغة أجنبية في حفل توزيع جوائز الأوسكار التاسع والثمانون، لكن لم يتم ترشيحه.

## قصة الفيلم
يحاول مجموعة من رجال الشرطة البائسين مع مسافر متخفي قطع الطريق عبر بوليفيا عن طريق قطار قديم، وذلك في رحلة بحث عن حمولة سامة جدًا.

## طاقم التمثيل
| - جوستافو سانشيز بارا بدور ماريسكال - لويس بريدو بدور أجستين كلينجر - فيرناندو آرزي بدور أنطونيو آرديمالا - دانيلا ليما بدور تانيا تينتايا - مارسيلو نينا بدور تشوكة |  |  |  | - براكريتي مادورو بدور نينا - جونزالو كوبيرو بدور كويلار - آجار ديلوس بدور أم ماريسكال - هوغو فرانسيسكيني بدور إبارا - خورخي هيدالغو بدور داميان |

## الجوائز والترشيحات
| قائمة الجوائز والترشيحات                 | قائمة الجوائز والترشيحات | قائمة الجوائز والترشيحات                          | قائمة الجوائز والترشيحات | قائمة الجوائز والترشيحات | قائمة الجوائز والترشيحات |
| الجائزة                                  | تاريخ الحفل              | الفئة                                             | المترشح                  | النتيحة                  | مراجع                    |
| ---------------------------------------- | ------------------------ | ------------------------------------------------- | ------------------------ | ------------------------ | ------------------------ |
| مهرجان الفيلم الدولي الهندي              | 20 - 30 نوفمبر 2015      | أفضل فيلم - جائزة لجنة التحكيم الخاصة             | شحنة محكمة الإغلاق       | فوز                      | [ 5 ] [ 6 ]              |
| مهرجان الفيلم الدولي الهندي              | 20 - 30 نوفمبر 2015      | أفضل فيلم - جائزة الطاووس الذهبي                  | شحنة محكمة الإغلاق       | رُشِّح                      | [ 5 ] [ 6 ]              |
| مهرجان مربلة السينمائي الدولي            | 2016                     | أفضل مخرج - جائزة المهرجان                        | جوليا فارجاس ويس         | فوز                      | [ 5 ]                    |
| مهرجان وورلدفيست-هيوستن السينمائي الدولي | 21 - 30 أبريل 2017       | أفضل فيلم بلغة أجنبية - جائزة لجنة التحكيم الخاصة | شحنة محكمة الإغلاق       | فوز                      | [ 5 ]                    |

## روابط خارجية
- مقالات تستعمل روابط فنية بلا صلة مع ويكي بيانات